# Norbert Dürauer
Norbert Dürauer (* 1. Februar 1986 in Waidhofen an der Ybbs) ist ein österreichischer Radrennfahrer, Duathlet und Triathlet und Staatsmeister Cross-Triathlon (2016).

## Werdegang

### Radsport bis 2012
Norbert Dürauer kommt aus Waidhofen an der Ybbs und nimmt seit 1997 an Straßenradrennen teil. Er wurde 2003 österreichischer Junioren-Meister im Straßenrennen und bestritt im selben Jahr die Junioren-Weltmeisterschaft in Hamilton. Ein Jahr später wurde er Dritter bei der Bergmeisterschaft in der Juniorenklasse und platzierte sich bei internationalen Rennen im Vorderfeld. Als Heeres-Leistungssportler gewann er 2005 bei der Militärweltmeisterschaft in Zegrze (Polen) im Straßenrennen die Bronzemedaille mit dem Team.
2006 fuhr er für das österreichische Continental Team Swiag, für welches er auch die Österreich-Rundfahrt absolvierte. Bei der Straßen-Radweltmeisterschaft in Salzburg in seinem Heimatland Österreich startete er im Straßenrennen der U23-Klasse und erreichte im Mittelfeld das Ziel.
Von 2008 bis 2012 fuhr Norbert Dürauer für das österreichische Tirol Cycling Team unter der sportlichen Leitung von Georg Totschnig. 2010 nahm das Team zum ersten Mal an der Österreich-Rundfahrt teil und wurde bestes österreichisches Team. Am 3. Oktober 2012 bestritt Norbert Dürauer beim Sparkassen Münsterland GIRO in Deutschland sein letztes internationales Radrennen.

### Duathlon und Triathlon seit 2013
2013 wechselte er auf Bewerbe im Duathlon und Triathlon. Er nahm zweimal an den Ironman-70.3-Weltmeisterschaften teil: 2012 in Las Vegas (USA) kam er als 121. und zwei Jahre später 2014 in Mont Tremblant (Kanada) als 56. der Gesamtwertung ins Ziel. Zudem erreichte er 2014 den dritten Rang bei der Europameisterschaft der Amateure in Kitzbühel über die „olympische Distanz“ (1,5 km Schwimmen, 40 km Radfahren und 10 km Laufen).
2016 qualifizierte er sich auch erstmals für eine Elite-Weltmeisterschaft. Im Wintertriathlon (Crosslauf, MTB, Langlauf) belegte er im Elite-Rennen im steirischen Zeltweg den 13. Rang. Im Juni holte er sich im Rahmen der Wolfgangsee Challenge den Titel als „Staatsmeister Cross-Triathlon“ (Schwimmen, Mountainbike, Crosslauf). In dieser Disziplin nahm er 2016 (Vallée de Joux) und 2017 (Târgu Mureș) auch an der Crosstriathlon Europameisterschaft im Elite-Rennen teil und erreichte dort als beste Platzierung Rang 17 (2017).
Norbert Dürauer ist fünffacher niederösterreichischer Landesmeister im Dua- und Triathlon.

### Ausbildung und Beruf
Parallel zum Spitzensport schloss Norbert Dürauer Anfang 2011 das Bachelorstudium Betriebswirtschaftslehre an der Wirtschaftsuniversität Wien sowie im Juli 2015 das Masterstudium Gesundheitsmanagement & Tourismus an der FH Joanneum erfolgreich ab.

## Teams
- 2006–2007 Swiag Teka
- 2008–2011 Tyrol-Team Radland Tirol
- 2012 Tirol Cycling Team
- 2013–2021 Sportunion Waidhofen/Ybbs

## Sportliche Erfolge
| Datum/Jahr    | Rang | Wettbewerb                     | Austragungsort  | Zeit  | Bemerkung      |
| ------------- | ---- | ------------------------------ | --------------- | ----- | -------------- |
| 18. Mai 2014  | 31   | Ironman 70.3 Barcelona         | Barcelona       |       | Erstaustragung |
| 22. Sep. 2013 | 36   | Ironman 70.3 Pays d’Aix France | Aix-en-Provence |       |                |
| 1. Juli 2012  | 42   | Ironman Austria                | Klagenfurt      | 09:33 |                |
| 12. Mai 2012  | 33   | Ironman 70.3 Mallorca          | Alcúdia         |       |                |
| 10. Apr. 2011 | 44   | Ironman South Africa           | Port Elizabeth  | 09:35 |                |

| Datum/Jahr    | Rang | Wettbewerb                               | Austragungsort | Zeit     | Bemerkung |
| ------------- | ---- | ---------------------------------------- | -------------- | -------- | --- |
| 30. Juli 2017 | 17   | ETU Europameisterschaft Cross-Triathlon  | Târgu Mureș    | 01:52:29 | |
| 4. Juni 2017  | 1    | Wolfgangsee-Challenge                    | Strobl         | 02:52    | [ 2 ] |
| 13. Aug. 2016 | 10   | XTerra Sweden                            | Hellasgården   |          | |
| 25. Juni 2016 | 27   | ETU Europameisterschaft Cross-Triathlon  | Vallée de Joux |          | Europameisterschaft im Rahmen des XTerra Switzerland                                                                |
| 4. Juni 2016  | 1    | ÖTRV Staatsmeisterschaft Cross-Triathlon | Strobl         |          | Staatsmeister Cross-Triathlon im Rahmen der Wolfgangsee Challenge (1,5 km Schwimmen, 42 km MTB und 10 km Crosslauf) |

| Datum/Jahr    | Rang | Wettbewerb                               | Austragungsort | Zeit     | Bemerkung                                                                                 |
| ------------- | ---- | ---------------------------------------- | -------------- | -------- | ----------------------------------------------------------------------------------------- |
| 13. Feb. 2016 | 13   | ITU Winter Triathlon World Championships | Zeltweg        | 01:28:28 | Wintertriathlon-Weltmeisterschaft (7,2 km Laufen, 12 km Mountainbike, 9,6 km Skilanglauf) |

| Datum/Jahr    | Rang | Wettbewerb                                    | Austragungsort | Zeit       | Bemerkung |
| ------------- | ---- | --------------------------------------------- | -------------- | ---------- | --- |
| 24. Aug. 2014 | 8    | ETU European Duathlon Championships           | Weyer          | 02:00:38,6 | Duathlon-Amateur-Europameisterschaft beim Powerman Austria                                                   |
| 6. Sep. 2013  | 3    | Powerman Zofingen                             | Zofingen       |            | dritter Rang beim Duathlon über die Kurzdistanz (Erster Lauf 10 km, Radstrecke 50 km, Zweiter Lauf 5 km)     |
| 18. Aug. 2013 | 5    | ÖTRV Staatsmeisterschaft Duathlon Langdistanz | Weyer          | 04:01:51   | beim Powerman Austria                                                                                        |
| 19. Aug. 2012 | 5    | ÖTRV Staatsmeisterschaft Duathlon Langdistanz | Weyer          | 03:53:00,7 | bei der österreichischen Duathlon-Staatsmeisterin auf der Langdistanz (12. Gesamtrang beim Powerman Austria) |

(DNF – Did Not Finish)
- 3. Militär-WM Straße Team Zegrze/Pol 2005
- 2 × Österreich-Rundfahrt 2006 und 2010
- 9. Österreichische Straßen-Radmeisterschaften 2010
- 5. Österreichische Staatsmeisterschaften Wintertriathlon 2015
- 3. Internationale TriMotion Saalfelden 2017
- 4. Stockholm City Triathlon 2019
- 7. ITU World Triathlon Series Amateur Race Kitzbühel 2013
- 3. ETU Amateur European Championships, olympische Distanz Kitzbühel 2014
- 56. Ironman 70.3 World Championships, Mont-Tremblant (CAN) 2014
- 35. ETU European Championships Middle Distance Rimini (ITA) 2015
- 3 × Ironman
- mehrfacher Medaillengewinner bei österreichischen Meisterschaften Radsport, Duathlon und Triathlon